# Bezbednost veštačke inteligencije
Bezbednost veštačke inteligencije je interdisciplinarna oblast koja se bavi sprečavanjem nesreća, zloupotreba ili drugih štetnih posledica koje bi mogle biti rezultat sistema veštačke inteligencije (VI). Ona obuhvata mašinsku etiku i usklađivanje veštačke inteligencije, koji imaju za cilj da sisteme veštačke inteligencije učine moralnim i korisnim. Bezbednost veštačke inteligencije obuhvata tehničke probleme, uključujući sisteme za praćenje rizika, čineći ih visoko pouzdanim. Osim istraživanja veštačke inteligencije, ova oblast obuhvata razvoj normi i politika koje promovišu bezbednost.

## Motivacije
Istraživači veštačke inteligencije imaju veoma različita mišljenja o ozbiljnosti i primarnim izvorima rizika koje predstavlja tehnologija veštačke inteligencije – iako ankete sugerišu da stručnjaci ozbiljno shvataju rizike velikih posledica. U dve ankete istraživača veštačke inteligencije, središnji ispitanik je bio optimista po pitanju veštačke inteligencije u celini, ali je dao 5% verovatnoće za „izuzetno loš (npr. izumiranje ljudi)“ ishod napredne veštačke inteligencije. U anketi zajednice za obradu prirodnog jezika (NLP) iz 2022. godine, 37% se složilo ili se donekle složilo da je verovatno da odluke veštačke inteligencije mogu dovesti do katastrofe koja je „bar toliko loša kao sveopšti nuklearni rat“. Naučnici raspravljaju o trenutnim rizicima od kritičnih grešaka sistema, pristrasnosti, i nadzoru omogućenom veštačkom inteligencijom; novim rizicima od tehnološke nezaposlenosti, digitalnih manipulacija i naoružavanja; i spekulativnim rizicima od gubitka kontrole nad budućim agenatima opšte veštačke inteligencije (AGI).
Neki su kritikovali zabrinutost zbog AGI, kao što je Endru Ng koji ih je 2015. uporedio sa „brigom o prenaseljenosti Marsa kada još nismo ni kročili na planetu“. Stjuart Dž. Rasel sa druge strane poziva na oprez, tvrdeći da je „bolje predvideti ljudsku domišljatost nego je potceniti“.

## Literatura
- Wallach, Wendell; Allen, Colin (November 2008). Moral Machines: Teaching Robots Right from Wrong. US: Oxford University Press.
- Anderson, Michael; Anderson, Susan Leigh, eds (July 2011). Machine Ethics. Cambridge University Press.
- Storrs Hall, J. (May 30, 2007). Beyond AI: Creating the Conscience of the Machine Prometheus Books.
- Moor, J (2006). The Nature, Importance, and Difficulty of Machine Ethics.. IEEE Intelligent Systems, 21(4), pp. 18–21.
- Anderson, M. and Anderson, S. (2007). Creating an Ethical Intelligent Agent. AI Magazine, Volume 28(4).
- Hagendorff, Thilo (2021). „Linking Human and Machine Behavior: A New Approach to Evaluate Training Data Quality for Beneficial Machine Learning”. Minds and Machines. 31 (4): 563—593. PMC 8475847 . PMID 34602749. doi:10.1007/s11023-021-09573-8.
- Anderson, Michael; Anderson, Susan Leigh,, ур. (July—August 2006). „Special Issue on Machine Ethics”. IEEE Intelligent Systems. 21 (4): 10—63. doi:10.1109/MIS.2006.70. Архивирано из оригинала 26. 11. 2011. г. Проверите вредност парамет(а)ра за датум: |date= (помоћ).
- Bendel, Oliver (2016). „Considerations about the relationship between animal and machine ethics”. AI & Society. 31: 103—108. doi:10.1007/s00146-013-0526-3.
- Dabringer, Gerhard,, ур. (2010). Ethical and Legal Aspects of Unmanned Systems. Interviews (PDF). ISBN 978-3-902761-04-0. Архивирано из оригинала (PDF) 17. 06. 2012. г.. Austrian Ministry of Defence and Sports, Vienna 2010, .
- Gardner, A (1987). An Artificial Approach to Legal Reasoning. Cambridge, MA: MIT Press.
- Georges, T. M (2003). Digital Soul: Intelligent Machines and Human Values. Cambridge, MA: Westview Press. ISBN 978-0-8133-4057-9.
- Singer, P.W. (December 29, 2009). Wired for War: The Robotics Revolution and Conflict in the 21st Century: Penguin.
- Winfield, Alan F.; Michael, Katina; Pitt, Jeremy; Evers, Vanessa (2019). „Machine Ethics: The Design and Governance of Ethical AI and Autonomous Systems [Scanning the Issue]”. Proceedings of the IEEE. 107 (3): 509—517. doi:10.1109/JPROC.2019.2900622.

## Dodatna literatura
- Engineering a Safer World. ISBN 9780262533690.

## Spoljašnje veze
- Unsolved Problems in ML Safety
- On the Opportunities and Risks of Foundation Models
- An Overview of Catastrophic AI Risks
- AI Accidents: An Emerging Threat